# Laiskansaari (ö i Kajanaland)
Laiskansaari är en halvö eller näs i Finland. Den ligger sydväst om sjön Kokkamo och avgränsas på övriga sidor av tre mindre sjöar. Sjön ligger i kommunen Kuhmo i den ekonomiska regionen  Kehys-Kainuu  och landskapet Kajanaland, i den östra delen av landet, 500 km nordost om huvudstaden Helsingfors.

## Klimat
Trakten ingår i den boreala klimatzonen. Årsmedeltemperaturen i trakten är −2 °C. Den varmaste månaden är juli, då medeltemperaturen är 16 °C, och den kallaste är februari, med −18 °C.